# Danuta Ślęczek-Czakon
Danuta Ślęczek-Czakon (ur. 1957) – polska bioetyk, dr hab. nauk humanistycznych, profesor nadzwyczajny Instytutu Filozofii Wydziału Humanistycznego Uniwersytetu Śląskiego w Katowicach.

## Życiorys
Obroniła pracę doktorską, 11 stycznia 2005 habilitowała się na podstawie pracy zatytułowanej Problem wartości i jakości życia w sporach bioetycznych. Otrzymała nominację profesorską. Objęła funkcję profesora nadzwyczajnego w Instytucie Filozofii na Wydziale Humanistycznym Uniwersytetu Śląskiego w Katowicach.
Pełni stanowisko prodziekana na Wydziale Nauk Społecznych Uniwersytetu Śląskiego.